# マリア 女性秘匿捜査官・原麻希
『マリア 女性秘匿捜査官・原麻希』（マリア じょせいひとくそうさかんはらまき）は、吉川英梨による日本の推理小説。2人の子持ちの警察官である原麻希が事件に挑む女性秘匿捜査官・原麻希シリーズの第3作である。

## あらすじ
『スワン』事件にて、ある人物の犯行に結果として手を貸してしまった麻希は停職3ヶ月の処分を受けていた。そんな矢先麻希にとって転機を迎える事件が起こる

## 登場人物
愛香
警察官で麻希の友人。
織江
警察官で麻希の友人。
原田
麻希とコンビを組む刑事。
伊達警視正
上司。
ほのか
名門女子高チアリーディング部のリーダー。
さつき
ほのかの母。